# Marylise Lebranchu
Marylise Lebranchu, nata Perrault (Loudéac, 25 aprile 1947), è una politica francese.
Membro del Partito Socialista francese, è stata deputata della quarta circoscrizione del Finistère dal 2002 al 2017 dopo esserla stata nel 1997. È stata ministra della Giustizia dal 2000 al 2002.

## Biografia

### Studi, sindaco e deputato
Dopo aver frequentato la scuola superiore, Marylise Lebranchu ha studiato storia e geografia e ha conseguito un master in pianificazione regionale presso l'Università di Rennes. Durante gli studi universitari nel 1972 entra a far parte del Partito Socialista Unificato (PSU) e dopo aver completato la sua formazione, ha lavorato come ricercatrice presso la Société d'Économie Mixte nel nord del dipartimento del Finistère tra il 1973 e il 1978. Nel 1977 lasciò il PSU e divenne membro del Partito Socialista. Dal 1978 al 1983 è stata assistente parlamentare di Marie Jacq, deputata all'Assemblea nazionale. A metà degli anni '80, inizia la propria attività politica come consigliere comunale di Morlaix, restando in carica dal 1983 al 1995 e al contempo diventa consigliere regionale della Bretagna
Oltre all'attività politica, si è dedicata principalmente all'educazione dei suoi tre figli prima di accettare nel 1990 un posto di insegnante di economia applicata alla pianificazione regionale presso l'Istituto di geoarchitettura dell'Università della Bretagna occidentale, dove ha insegnato fino al 1997.
A metà degli anni '90 ha acquisito sempre più notorietà livello politico. Nel 1993, insieme a Martine Aubry, è tra i fondatori della Fondation Agir contre l'exclusion (Face), un ente privato nato con lo scopo di sostenere i giovani svantaggiati nella formazione e nella vita professionale. Nel 1995 è stata eletta sindaco della cittadina di Morlaix e ha ricoperto questa carica fino al 1997. Contemporaneamente è stata presidente del consiglio comunale di Morlaix dal 1995 al 2003.
Il 1º giugno 1997 è stata eletta deputata all'Assemblea nazionale, ma ha rassegnato le dimissioni come rappresentante della circoscrizione elettorale Finistère IV il 4 luglio 1997, dopo che il primo ministro Lionel Jospin l'ha nominata segretario di Stato per le piccole e medie imprese, il commercio, l'artigianato e i consumatori nel suo governo. È diventata nuovamente consigliere comunale di Morlaix tra il 1997 e il 2004.

### Ministro della giustizia
Quando nell'ottobre del 2000 Élisabeth Guigou passò al Ministero del lavoro nell'ambito di un rimpasto del governo Jospin, Lebranchu divenne ministro della giustizia. Rimase tale fino alla fine del mandato di Jospin il 7 maggio 2002.
In questa nuova veste, ha lavorato costantemente per fare luce sui crimini di Émile Louis, accusato di aver ucciso sette giovani nel dipartimento della Yonne negli anni '70. Louis ha ritrattato una prima confessione dopo il suo arresto nel 2000. Tuttavia furono svolte ulteriori indagini e vennero ascoltati nuovi testimoni. Nel giugno 2006 è stata emessa la sentenza di condanna nei suo confronti a 18 anni di carcere, oltre al risarcimento alle famiglie delle vittime. Tale sentenza è stata confermata dalla Corte di cassazione nel settembre 2007. 
Inoltre, in qualità di ministro della giustizia e sindaco nel 2001, si è impegnata a far ripetere il processo nel cosiddetto caso Seznec. Guillaume Seznec, proprietario di una segheria di Morlaix, aveva tentato di vendere automobili americane all'Unione Sovietica negli anni '20 insieme al suo amico, il senatore Pierre Quéméneur. Nel maggio del 1923 i due tentarono di trasportare una vecchia Cadillac a un intermediario a Parigi. Tuttavia, a causa di vari guasti, non ci arrivarono. Quéméneur prese un treno appena fuori Parigi e da allora non fu più visto. Seznec tornò diversi giorni dopo a Morlaix, dove fece riparare l'auto. Tuttavia, divenne rapidamente il principale sospettato dell'omicidio di Quéméneur. Sebbene il suo corpo non sia mai stato ritrovato e Sezenc abbia sempre manifestato la sua innocenza, è stato condannato in un processo circostanziato ai lavori forzati a vita nella Guyana francese. Fu graziato nel 1947.

### Vicepresidente del Consiglio regionale della Bretagna e ministro
Dal 2000 fa parte del gruppo Réformer, un gruppo politico all'interno del Partito Socialista, insieme ad altri politici come Martine Aubry, Jean Le Garrec, François Lamy e Adeline Hazan.
Il 19 giugno 2002 è stata nuovamente eletta deputata all'Assemblea nazionale e da allora ha rappresentato la circoscrizione elettorale del Finistère IV; il suo mandato parlamentare venne sospeso a causa della sua attività ministeriale. È stata anche vicepresidente del Consiglio regionale della Bretagna dal 2004 al 2010, dove è stata responsabile della politica territoriale e dello sviluppo della democrazia regionale.
Nel novembre 2006, ha dichiarato ufficialmente il suo sostegno a Dominique Strauss-Kahn come possibile candidato del Partito Socialista alle elezioni presidenziali del 2007, dopo che il suo sostenitore Lionel Jospin ha annunciato le sue dimissioni.
Il 27 giugno 2007 si candidò alla presidenza dell'Assemblea nazionale, ma perse contro Bernard Accoyer con 216 voti contro 314. È succeduta di seguito a Didier Migaud, che è divenuto presidente della commissione finanze, come questore dell'Assemblea nazionale.
Marylise Lebranchu, che è stata presidente della Fédération nationale des élus socialistes et républicains (FNESR) dal giugno 2010 al 19 giugno 2012, si è impegnata anche per il diritto a una morte dignitosa come membro dell'Association pour le droit de mourir dans la dignité (ADMD).
Dopo l'elezione di François Hollande a presidente e la nomina di Jean-Marc Ayrault a primo ministro, Marylise Lebranchu è stata nominata ministro della riforma dello Stato, del decentramento e della funzione pubblica nel governo Ayrault I il 17 maggio 2012. Mantenne questa carica ministeriale anche nei successivi governi Ayrault II, Valls I e Valls II; Quando fu nominato il governo Valls II, il termine riforma dello Stato fu omesso dal ministero che essa rappresentava. Quando il governo Valls II è stato oggetto di rimpasto l'11 febbraio 2016, è stata licenziata dalla carica di ministro.

## Opere
- Etre juste, justement, Mitautor Jean Guisnel, Éditeur Albin Michel, 2001
- Pontaniou les barreaux, Éditeur La Part Commune, 2002
- Brèves de campagne, votre avenir vaut mieux que nos querelles, Éditeur Descartes, 2008